# Растко Ћирић
Растко Ћирић (Београд, 24. мај 1955) српски је ликовни уметник, аниматор и професор емеритус. Области деловања су му графика, илустрација, заштитни знакови, екслибрис, стрип, анимација и музика. Добио је преко 70 домаћих и међународних награда. Професор је на Факултету примењених уметности у Београду.

## Биографија
Рођен је у уметничкој породици. Његови родитељи, отац Милош и мајка Ида, упознали су се на тадашњој Академији примењених уметности у Београду. Ћирић је дипломирао 1979, а завршио последипломске студије 1982. године на истој школи, сада Факултету примењених уметности.
Остварио је обимно и награђивано дело у свим графичким облицима, на филму и у музици. Аутор је 14 анимираних филмова. Имао је 40 самосталних изложби (Београд; Нови Сад; Врање; Љубљана; Копар; Анеси и Орлеанс, Француска; Легница, Пољска; Хирошима, Јапан; Сеул, Кореја; Полер, Белгија). Био је сарадник-илустратор Њујорк Тајмса (New York Times Book Review).
Ради на Факултету примењених уметности од 1994. године. Од 2004. редован је професор ФПУ на предметима Илустрација и Анимација, на одсеку Примењена графика. Покретач је студијског програма за Анимацију на ФПУ, као и руководилац Програма за дигиталну уметност на интердисциплинарним докторским студијама Универзитета уметности у Београду. Покретач је и уредник књижне едиције и часописа „Сигнум“ ФПУ (2006).
Аутор је међународно запаженог музичког пројекта The Rubber Soul Project, надахнутог „Битлсима“. Истоимени дугометражни документарни филм (2004) у режији Динка Туцаковића, посвећен је овом пројекту. Компакт-диск са музиком и DVD издат је 2006. у САД.
Нови албум The Rubber Soul Project 2, са Игором Кордејем Игор Кордеј као продуцентом снимљен је 2013.
Растко Ћирић је члан УЛУПУДС-а, АСИФА, Екслибрис друштва Београд, Art Directors Club Serbia и Удружења стрипских уметника Србије.
Оснивач и арт-директор Фестивала европске студентске анимације ФЕСА (2012)
Написао је уџбеник „Оживите цртеже: интерактивни водич кроз стробоскопску анимацију” (у издању Клија и Факултета примењених уметности). Књига садржи више од 1.000 слика, 95 анимираних прилога и 153 веза за филмове води читаоца кроз пет основних области анимације.

## Награде и признања
Добитник је преко 70 награда за анимацију и графику.
Важније награде за анимацију: Минхен 1982, Загреб 1988, Отава 1988, Београд 1989, Титоград, 1989, Београд 1989, Златибор 1993, Нови Сад 1993, Београд 1998, Кијев, Украјина 1998, Драма, Грчка 1998, Београд 1999, Гран-при Чачак 1999, Гран-при Београд 2006, Москва 2006, Хирошима 2006, Београд 2008, Љубљана 2008, Београд 2009, Липецки, Русија 2009.
Добитник је плакете „Никола Митровић Кокан“ за допринос српском стрипу 2003. Има звање Витеза од духа и хумора (Гашин сабор, 2018), које додељују Центар за уметност стрипа Београд при Удружењу стрипских уметника Србије и Дечји културни центар Београд
У 2021. освојио је златну медаљу на великом светском конкурсу Global Music Awards.
Живи у Београду.

## Анимирани филмови
- (1982, Неопланта филм) 6:00 Музика Ђорђе Балашевић
- (1983, ФДУ/Дунав филм) 1:00
- (1984, Дунав филм) 1:30 Олимпијада анимације, Лос Анђелес, 1984.
- (1985, Дунав филм) 8:15 Музика Растко Ћирић и Лаза Ристовски
- (1988, Загреб филм) 4:30 Музика Лаза Ристовски
- (1989, Авала филм) 9:00 Музика Лаза Ристовски
- (1993, Дунав филм/Аура) 2:30 Музика Драган Илић
- (1995, Avala Film International) 4:30 Музика Лаза Ристовски
- (1998, Дунав филм) 4:40 Музика Драган Илић
- (1999, Дунав филм) 1:00 Текст Душана Радовић; музика Миодраг Илић Бели и Драган Илић, део серијала ”Поштована децо”
- (2001, Дунав филм) 1:00 Текст Душана Радовић; музика Драган Илић, део серијала ”Поштована децо”
- (2004, Soul Flower) 3:30 Текст и музика Растко Ћирић; уводна секвенца документарног филма The Rubber Soul Project Динка Туцаковића
- (2005, Растко Ћирић & G&MC Group) 10:30 енглеска верзија, наратор Џон Тимоти Бајфорд
- Метаморф (2005, Растко Ћирић & G&MC Group) 10:30 српска верзија, наратор Бранко Милићевић
- (2008, Растко Ћирић & Метаморф) 8:30 музика Небојша Игњатовић
- Fantasmagorie 2008 стереоскопска верзија (2008, Растко Ћирић & Метаморф) 8:30 музика Небојша Игњатовић

## Музика
- Tango Ragtime, из истоименог анимираног филма (изведба Лаза Ристовски) 1985.
- , 15 композиција инспирисаних музиком Битлса, текстови Горан Скробоња, продуценти Н. Игњатовић и М. Цветковић, 1996.
- , антиратна песма, са групом Резерват (Таргет пројект), продуцент Ђорђе Петровић, април 1999.
- , музика за дугометражни документарни филм Габријеле Хохлајтнер, Аустрија, 2000.
- , 17 композиција инспирисаних музиком Битлса, текстови Горан Скробоња, продуцент Игор Кордеј, 2013.